# Дукмасов, Павел Григорьевич
Павел Григорьевич Дукмасов (6 ноября 1838 — 15 февраля 1911) — генерал от инфантерии (06.12.1898), участник войн Кавказской и русско-турецкой 1877—1878 гг., председатель военно-уголовного суда.

## Биография
Родился 6 ноября 1838 года, происходил из дворян Войска Донского; образование получил в Орловском кадетском корпусе (1854) и Константиновском военном училище, из которого выпущен в лейб-гвардии Донскую конно-артиллерийскую батарею.
Произведённый 16 июня 1856 в хорунжие, Дукмасов отправился на Кавказ и в составе Майкопского отряда участвовал в деле с горцами у Ханского брода р. Белой. С 15.03.1859 — сотник, 13.04.1861 — переименован в поручики, с 25.12.1861 — штабс-капитан гвардии.
В 1861 Дукмасов окончил курс в Николаевской академии Генерального штаба (по 1-му разряду) и назначен состоять при штабе Кавказской армии; с 26.05.1863 был делопроизводителем канцелярии по управлению Кавказскими горцами, с 07.04.1864 — старший адъютант Кавказской армии, и с 02.06.1865 — попечитель горских народов Кубанской области. Одновременно Дукмасов участвовал в делах при покорении Чечни и Дагестана, получил орден св. Станислава 2-й степени с мечами и произведён 11.05.1864 в подполковники.
Затем Дукмасов с 05.04.1866 нёс обязанности и.д. помощника начальника Кубанской области по управлению горцами, был прикомандирован к Главному штабу, с 28.10.1866 — полковник, с 30.06.1874 — состоял для Особых поручений при командующем войсками Одесского военного округа, был с 10.10.1875 помощником начальника штаба Киевского военного округа и 01.11.1876 был назначен начальником штаба 12-го армейского корпуса. 08.09.1874 произведён в генерал-майоры (со старшинством от 15.06.1877). С 20.02.1877 по 08.09.1877 — вновь помощник начальника штаба Киевского военного округа.
С началом войны с Турцией Дукмасов участвовал во многих делах в составе Рущукского, Восточного, Северного и Южного отрядов и получил ордена св. Владимира 3-й степени с мечами (в 1878 г.) и св. Станислава 1-й степени с мечами (в 1879 г.).
С 08.09.1877 — начальник штаба 13-го армейского корпуса. С 19.10.1886 Дукмасов — начальник 2-й гренадерской дивизии, а с 21.07.1894 — командир 11-го армейского корпуса и с 17.03.1895 — 7-го армейского корпуса. 3 июля 1900 года был назначен членом Военного совета.
В 1906 на Дукмасова было возложено председательствование в Верховном военно-уголовном суде и под его председательством было начато рассмотрение дела о сдаче крепости Порт-Артур японским войскам.
Дукмасов напечатал в «Военном сборнике» и «Русском инвалиде» ряд статей, посвящённых военному образованию казаков и реформам в казачьих войсках.
Умер 15 февраля 1911 года.
В Адыгее и Краснодарском крае по фамилии П. Г. Дукмасова названы хутора Дукмасов, Средний Дукмасов и Малый Дукмасов, основанные на землях выделенных ему после окончания Кавказской войны.
Его младший брат Даниил был генерал-майором и за отличие во время русско-турецкой войны 1877—1878 годов был награждён орденом св. Георгия 4-й степени.

## Награды
- Среди прочих наград имел ордена св. Анны 1-й степени (1882) и св. Владимира 2-й степени (1885); до конца жизни был зачислен по Донскому казачьему войску.